# Hassan Ali Ali Khedr
Hassan Ali Ali Khedr  (* 1946 in Gizeh) ist ein ägyptischer Politiker.

## Leben
Hassan Ali Ali Khedr wurde an der Princeton University zum Doktor der Agrarwirtschaft promoviert. Er beriet das ägyptische Ministerium für Landwirtschaft, die Weltbank, die Ford Foundation und arabische Organisationen für landwirtschaftliche Entwicklung. Khedr leitete verschiedene Abteilungen im ägyptischen Landwirtschaftsministerium. Im Oktober 1999 wurde er von Husni Mubarak in das Kabinett Abaid als Minister für Versorgung und Binnenhandel berufen. Ein Amt, das er auch im ersten Kabinett Nazif bis Ende 2005 bekleidete. Ende 2005 wurden die Aufgaben des Ministeriums für Versorgung und Binnenhandel vom Ministerium für Sozialversicherung und vom Außenhandelsministerium übernommen.
Am 28. Mai 2010 wurde Hassan Ali Ali Khedr ein Direktor der Afrikanischen Entwicklungsbank berufen.
| Vorgänger                                                      | Amt                                                                                | Nachfolger |
| -------------------------------------------------------------- | ---------------------------------------------------------------------------------- | ---------- |
| 3. August 1994 bis 5. Oktober 1999: Ahmad Juwayli Ahmed Gweili | Ägyptischer Minister für Versorgung und Binnenhandel 5. Oktober 1999 bis Ende 2005 | —          |